# 桃色書店へようこそ
『桃色書店へようこそ』（ももいろしょてんへようこそ）は、2006年から2007年にメディアファクトリーのメディアにて発表されたわたなべぽんによる漫画でコミックエッセイ、およびそれを原作とした舞台作品。

## 概要
雑誌「ダ・ヴィンチ」別冊付録の「コミックエッセイ劇場」と「WEBコミックエッセイ劇場」に連載されていたコミックエッセイ。単行本には描き下ろし分も含まれている。著者のわたなべぽんは、第6回コミックエッセイプチ大賞・C賞受賞しており、その著者が古本屋の店長を経験した際の実体験が元になっている
内容は、主人公は本好きで、元々は普通の古本屋チェーン「はちどり堂」でアルバイト店員として働いていたが、オーナーの意向で店にアダルトグッズやAVを置くことになり、更に女性である主人公が、オーナー命令で店半分がアダルトショップ化した古本屋の店長にされてからの、店でのアダルト商品に関して広げられる出来事を、女性の目線からライトタッチでコミカルに描いている。
単行本には、取引先のAVメーカーの企画で撮影現場に実際に触れた体験回が総カラーで一話回収録されており、『桃色書店にようこそ』では、夢野まりあ出演のプロレス・パロディAV撮影を観客エキストラとして見学したエピソード。『桃色書店へようこそ フィニッシュ』では、店長を務める店舗が星月まゆら出演の『痴漢書店』の撮影現場になった時のエピソードになっている。
2010年には舞台版オリジナルキャストを加えた形で舞台化された。

## 登場人物
わたなべぽん
本作の著者であり主人公。同店のアルバイト店員を経て、心ならずもアダルトショップ兼古本屋の「はちどり堂」女性店長となる。大柄で靴サイズも大きく、店長就任当初に女性店長を敬遠する客への対策に苦慮し、わざと擦れた感じの派手な化粧をした時にはオカマに間違われ、以後は通常に振る舞う。
アダルトグッズを扱うことへの羞恥もあったが数ヶ月で慣れ、その後は積極的に販売アイデアを練るようになる。絵が得意のため、アダルトコーナーのポップも手掛けている。
店のすぐ裏のアパートに住んでおり、そのために店がAVの舞台として撮影に使われることになった時には、自室がAV女優の控え室兼シャワールームになった。
ハチヤ社長
ハチドリグループのオーナー。オネエ言葉を話し、オカマっぽいが体を鍛えており空手を嗜んでいる。きまぐれなワンマン社長であり、彼の意向でぽんが店長になった。自宅近所に住んでいるヤクザの組長と家族ぐるみの付き合いをしている。
大泉さん
元は社長のおかかえ運転手だったパート店員の老人。ぽんは彼を店長に推したが「ジジイじゃつまんない」と社長に蹴られた。チェーンの他店舗で働くこともある。
ダジャレ好きで、センスの古さは否めないが、ぽんが対処に苦慮した客をさばく経験やスキルも持っている。
アルバイト店員
「悪さをしないように」という理由で地元で親と同居、古本や成人向けのネガティブな雰囲気を中和させることを願って「適度にキレイ」を採用条件にしている。全員が男子でそれぞれに別の販売スキルを持っている。
A斎くん
大学生アルバイトでやや長髪。アダルトグッズのディズプレイに芸術的センスを発揮する。
K寺くん
大学生アルバイトで、メガネをかけている。女性客一番人気。ぽんにAV女優の南波杏に似ていると指摘されると、自分でも認めていた。
Y田くん
外見はえなりかずきそっくりとぽんに評される。他県出身のひとり暮らしで採用条件には合わなかったが、応募がひとりだけだったので採用された。客のニーズを掴むことが上手く、接客も丁寧で気が回るため「できる店員」とぽんに認められている。自身もホール系のグッズが好きで、給料日には大量買いの良い客になる。
Kさん、Aさん、Sさん
グループ店舗のデキる店長3人衆。ぽんの店長就任時には、アダルトショップ店長としての相談役兼教育指導をしてくれた。その後も交流があり、情報交換したりしている。Kさんは行動派。Aさんは情報重視派でSっ気がある。Sさんは理論派。

## 書誌情報
- 桃色書店へようこそ  - （メディアファクトリー、2007年2月）　ISBN 4-840-11778-0
- 桃色書店へようこそ フィニッシュ - （メディアファクトリー、2007年9月）　ISBN 4-840-12047-1
  - 文庫版 全2巻（MF文庫ダ・ヴィンチ、2009年）ISBN 978-4-8401-2773-8、ISBN 978-4-8401-2884-1

## 舞台

### 初演
2010年4月10日から18日までの全12回公演で池袋のシアターグリーン・ビッグツリーシアターで小川麻琴と外岡えりかのダブル主演で行われた。

#### キャスト
- わたなべぽん（店長）：小川麻琴（元モーニング娘。）[3]
- ちぃちゃん（妹/舞台版オリジナル役）：外岡えりか（アイドリング!!!）[3]
- ハチヤ社長：セイン カミュ[3]
- 大泉さん（元運転手）：深沢邦之（Take2）[3]
- 山田くん（バイト）：ドロンズ石本[3]
- 安斎くん（バイト）：三浦祐介[3]

#### ゲスト（出演日順）
- 遠藤舞（アイドリング!!!）
- 吉川まりあ
- 酒井瞳（アイドリング!!!）
- 長野せりな（アイドリング!!!）
- 保田圭（元モーニング娘。）
- 村上東奈
- 藤岡みなみ
- 長友光弘（響）
- 小林香菜（AKB48）
- 吉澤ひとみ（元モーニング娘。）
- 時東ぁみ
- Erina
- 橘ゆりか（アイドリング!!!）
- 気谷ゆみか（4月18日）[3]

### 再演
『桃色書店へようこそ -再び-』という題名で再演された。公演期間は2010年6月12日から13日までの全2回公演で、御茶ノ水・文化学院で上演された。